# 50 Ways to Kill your Mammy
50 Ways to Kill your Mammy (50 maneiras de matar a sua mamãe, em tradução livre) é uma série documental irlandêsa de 2014 apresentada por Baz Ashmawy e sua mãe Nancy Ashmawy. É exibido no Reino Unido pelo canal Sky1.

## O programa
Baz Ashmawy é um aventureiro que viaja pelo mundo em busca de experiências incríveis. Ele está acompanhado de sua mãe Nancy Ashmawy, de 70 anos. Juntos eles compartilham momentos únicos e muitas vezes aterrorizantes.

## Adaptação
O formato do programa foi adaptado para o Canadá em 2021. A apresentadora Anaïs Favron e sua mãe Denise participam da versão canadense. A série com 10 episódios foi transmitido pelo canal Unis TV 3.